# 宮廄尹棄疾
宮廄尹棄疾（？—？），芈姓，鬬氏，名棄疾，出身春秋時期楚國若敖氏，是克黃之子，鬬般之孫。任楚國宮廄尹。

## 簡介
棄疾所在的家族原本地位顯赫，曾世為令尹、司馬。但在楚莊王九年時，令尹鬬椒率若敖族發生叛亂失敗後失勢。他只是擔任位階較低的宮廄尹。他曾於楚靈王五年（公元前536年）隨令尹子蕩攻打吳國，結果在房鍾被吳軍俘虜。

## 後代
- 子：鬬韋龜
- 孫：鬬成然
- 曾孫：鬬辛、鬬懷、鬬巢